# Rue Abbé de L'Épée (Woluwe-Saint-Lambert)
Vous êtes invité à donner votre avis sur cette page de discussion, de manière argumentée en vous aidant notamment des critères d’admissibilité ou en présentant des sources extérieures et sérieuses.  
Après avoir apposé le modèle {{Admissibilité}} sur une page, suivez les étapes expliquées sur Wikipédia:Débat d'admissibilité/Aide :
| 1. | Créez la page de débat d'admissibilité.                                                                      | Sauvegardez d’abord la page pour l’initialiser puis indiquez votre motivation.                                   |
| 2. | Important : ajoutez une entrée dans la section Débat d'admissibilité du jour.                                | Utilisez ce texte : *{{L\|Rue Abbé de L'Épée (Woluwe-Saint-Lambert)}}                                            |
| 3. | Pensez à informer les contributeurs principaux de la page et les projets associés lorsque cela est possible. | Utilisez ce texte : {{subst:Avertissement débat d'admissibilité\|Rue Abbé de L'Épée (Woluwe-Saint-Lambert)}}~~~~ |

 (signalé en août 2025).
Si vous disposez d'ouvrages ou d'articles de référence ou si vous connaissez des sites web de qualité traitant du thème abordé ici, merci de compléter l'article en donnant les références utiles à sa vérifiabilité et en les liant à la section « Notes et références ».
- Archive Wikiwix
- Bing
- Cairn
- DuckDuckGo
- E. Universalis
- Gallica
- Google
- G. Books
- G. News
- G. Scholar
- Persée
- Qwant
- (zh) Baidu
- (ru) Yandex
- (wd) trouver des œuvres sur Wikidata

Pour les articles homonymes, voir Rue de l'Abbé-de-L'Épée.
La rue Abbé de L'Épée (en néerlandais : Priester de L'Épéestraat) est une rue bruxelloise de la commune de Woluwe-Saint-Lambert qui va de la place Jean-Baptiste Degrooff (avenue Georges Henri) à l'avenue du Couronnement. En référence à l'Institut pour Sourds-Muets situé au 278 avenue Georges Henri, la rue a été nommée d'après Charles-Michel de L'Épée, inventeur de la langue des signes française.
La numérotation des habitations va de 1 à 19 pour le côté impair et de 2 à 28 pour le côté pair.